# Benčići (Buzet)
Benčići je naselje u Republici Hrvatskoj, u sastavu Grada Buzeta, Istarska županija. 

## Stanovništvo
Prema popisu stanovništva iz 2001. godine, naselje je imalo 0 stanovnika te obiteljskih kućanstava.
Prema popisu stanovništva iz 2011. godine, naselje je imalo 0 stanovnika.
| broj stanovnika |       |       | 70    | 79    | 93    | 94    |       |       | 101   | 92    | 43    | 23    | 15    | 7     |       |       |
|                 | 1857. | 1869. | 1880. | 1890. | 1900. | 1910. | 1921. | 1931. | 1948. | 1953. | 1961. | 1971. | 1981. | 1991. | 2001. | 2011. |